# 환태평양 대학 협회
환태평양 대학 협회(영어: Association of Pacific Rim Universities : APRU)는 1997년 태평양 연안의 선도 연구 중심 대학의 컨소시엄이다. APRU는 교육, 연구와 기업을 육성하여 태평양 연안의 경제, 과학과 문화 진보에 기여하고 있다. APRU는 그 목적과 안내해주는 원리에서 범지구적인 대학 및 연구 표준에 헌신을 구현한다.
APRU는 그 활동이 태평양 연안 경제에서 교육, 경제, 기술 협력을 확충하기 위한 강력한 촉매가 될 수 있음을 인식한다. 이와 관련되어 연합회는 태평양 연안 경제구역내의 대학기관들 간의 화와 협력을 진흥하기를 추구하며 그리하여 그들은 범지구적인 지식 경제에 유효한 선수가 될 수 있을 것이다.

## 구성원

### 오스트레일리아
- 오스트레일리아 국립대학교
- 멜버른 대학교
- 시드니 대학교
- 뉴사우스웨일스 대학교

### 캐나다
- 브리티시컬럼비아 대학교

### 칠레
- 칠레 대학교

### 중화인민공화국
중국본토
- 푸단 대학
- 난징 대학
- 베이징 대학
- 칭화 대학
- 중국과학원대학
- 중국과학기술대학
- 저장 대학

홍콩
- 홍콩 중문 대학
- 홍콩 과기 대학
- 홍콩 대학

### 중화민국
- 국립 타이완 대학
- 국립 칭화 대학

### 인도네시아
- 인도네시아 대학교

### 일본
- 게이오 대학
- 나고야 대학
- 오사카 대학
- 도쿄 대학
- 도호쿠 대학
- 와세다 대학

### 대한민국
- 한국과학기술원
- 고려대학교
- 포항공과대학교
- 서울대학교
- 연세대학교
- 부산대학교

### 말레이시아
- 말라야 대학교

### 멕시코
- 몬테레이 공과대학교

### 뉴질랜드
- 오클랜드 대학교

### 필리핀
- 필리핀 대학교

### 러시아
- 극동 연방 대학교

### 싱가포르
- 난양 이공대학
- 싱가포르 국립대학

### 태국
- 쭐랄롱꼰 대학교

### 미국
- 캘리포니아 공과대학교
- 스탠퍼드 대학교
- 캘리포니아 대학교 버클리
- 캘리포니아 대학교 데이비스
- 캘리포니아 대학교 어바인
- 캘리포니아 대학교 로스앤젤레스
- 캘리포니아 대학교 샌디에이고
- 캘리포니아 대학교 샌타바버라
- 하와이 대학교 마노아
- 오리건 대학교
- 서던캘리포니아 대학교
- 워싱턴 대학교